# Nikolas Katsigiannis
Nikolas Katsigiannis (* 17. September 1982 in Werne) ist ein deutscher Handballtorwart. Sein Vater ist Grieche, seine Mutter Deutsche.

## Karriere

### Verein
Katsigiannis begann 1987 beim HC TuRa Bergkamen mit dem Handballspielen. Ab 2002 stand der Torwart beim Zweitligisten Ahlener SG zwischen den Pfosten. Nachdem er von 2005 bis 2007 bei Eintracht Hildesheim gespielt hatte, mit der er 2006 in die 1. Bundesliga aufstieg, wechselte er zur HSG Nordhorn, mit der er 2008 den EHF-Pokal gewann. In der Saison 2009/10 lief er für GWD Minden auf. Von dort wechselte Katsigiannis zum Ligarivalen TSV Hannover-Burgdorf. Er unterschrieb in Burgdorf einen bis 2012 laufenden Vertrag. Noch vor seinem Wechsel zog er sich einen Kreuzbandriss zu, dessen Behandlung dazu führte, dass er kein Spiel für Hannover-Burgdorf bestritt.
Nachdem er vereinslos gewesen war, verpflichtete ihn im November 2012 der HBW Balingen-Weilstetten, den er nach der Saison 2013/14 verließ. Im September 2014 schloss er sich dem Bundesligisten HC Erlangen an. Im Januar 2015 unterschrieb er einen Einjahresvertrag beim THW Kiel für die Saison 2015/16. Nach Vertragsende kehrte er wieder zum HC Erlangen zurück. Das Tor von Erlangen hütete er bis zum Saisonende 2019/20.
Im Oktober 2020 unterschrieb Katsigiannis einen Vertrag bei den Rhein-Neckar Löwen, nachdem sich Stammtorhüter Mikael Appelgren verletzt hatte. Nachdem sein Vertrag am 30. Juni 2021 endete, wurde er im August 2021 erneut von den Rhein-Neckar Löwen verpflichtet. Sein ursprünglich bis zum Jahresende 2021 laufender Vertrag wurde nach dem Kreuzbandriss von Torwart David Späth bis zum Saisonende 2021/22 verlängert. Anschließend wechselte er zum TuS N-Lübbecke. Im November 2023 wurde bekanntgegeben, dass sein Vertrag beim TuS N-Lübbecke zum Ende der Saison 2023/2024 ausläuft. Seit dem Oktober 2024 steht er beim Zweitligisten ASV Hamm-Westfalen unter Vertrag. Im Februar 2025 wechselte er mit sofortiger Wirkung zurück zum TuS N-Lübbecke.

### Nationalmannschaft
Katsigiannis bestritt fünf A-Länderspiele, 17 Jugend-Länderspiele und zwei Junioren-Länderspiele für den Deutschen Handballbund (DHB). Sein Debüt in der Männer-Nationalmannschaft hatte er am 21. Juni 2009 in Rischon LeZion gegen Israel.